# Arno Langenbach
Arno Langenbach (* 10. April 1928; † 11. Februar 2010) war ein deutscher Mathematiker. Sein Forschungsgebiet waren Methoden der Funktionalanalysis zur Behandlung nichtlinearer partieller Differentialgleichungen, die vor allem aus der Mechanik stammten.

## Leben

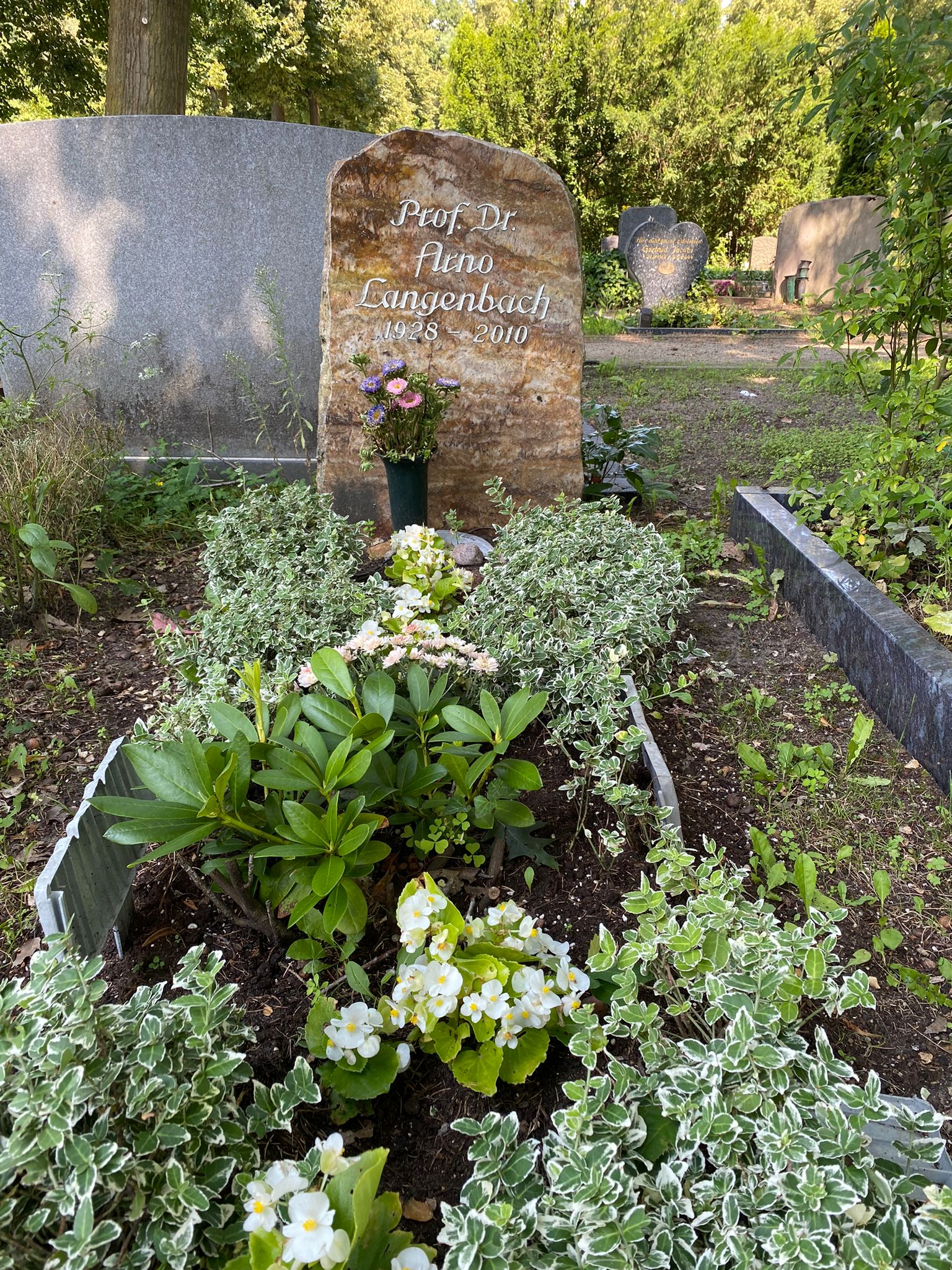
Grabstätte auf dem Waldfriedhof Grünau

Langenbach studierte von 1948 bis 1952 Mechanik an der Universität Leningrad (heute St. Petersburg) mit Diplom-Abschluss. Danach war er Aspirant am Lehrstuhl für mathematische Physik und erarbeitete unter Betreuung von Solomon Michlin eine Dissertation über elastisch-plastische Torsion von Stäben (1955). Ab 1955 arbeitete Langenbach als Assistent am Institut von Kurt Schröder an der Humboldt-Universität zu Berlin, wo er moderne Methoden der Funktionalanalysis zur Behandlung nichtlinearer partieller Differentialgleichungen einführte und erforschte. Ende der 1950er Jahre gründete er ein Forschungsseminar für nichtlineare partielle Differentialgleichungen und Variationsrechnung. Nach der Habilitation 1962 (Variationsmethoden in der nichtlinearen Elastizitäts- und Plastizitätstheorie) wurde Langenbach Dozent und 1965 Professor für angewandte Analysis am Fachbereich Mathematik der Humboldt-Universität zu Berlin.
Nach dem Ende der DDR war Arno Langenbach neben Herbert Kurke und Uwe Küchler einer der drei Professoren des bisherigen Mathematik-Institutes, die als Mitglieder der Struktur- und Berufungskommission die Neuformierung des Instituts auf den Weg gebracht haben. Nur ein Jahr nach seiner Neu-Berufung als C4-Professor für angewandte Analysis (1993) ging Langenbach in den Ruhestand.
Das von ihm gegründete Forschungsseminar existiert weiterhin und ist heute mit seinem Namen als Berliner Oberseminar Nichtlineare partielle Differentialgleichungen (Langenbach-Seminar) am Weierstraß-Institut für Angewandte Analysis und Stochastik beheimatet.
Langenbachs Grabmal befindet sich auf dem Waldfriedhof in Berlin-Grünau.

## Schriften
- Elastisch-plastische Deformationen von Platten. In: Z. angew. Math. Mech. Band 41, 1961, S. 126–134, doi:10.1002/zamm.19610410306.
- Die Regularisierung nichtlinearer Gleichungen. In: Math. Nachr. Band 24, 1962, S. 33–51, doi:10.1002/mana.19620240104.
- Über Gleichungen mit Potentialoperatoren und Minimalfolgen nichtquadratischer Funktionale. In: Math. Nachr. Band 32, 1966, S. 9–24, doi:10.1002/mana.19660320103.
- Stetig differenzierbare Trajektorien rheologischer Platten. In: Math. Nachr. Band 49, 1971, S. 359–368, doi:10.1002/mana.19710490125.
- Analytic Branching in the Theory of v. Kármán Plates. In: Math. Nachr. Band 75, 1976, S. 311–318, doi:10.1002/mana.19760750123.
- Monotone Potentialoperatoren in Theorie und Anwendung (= Hochschulbücher für Mathematik. Band 80). Deutscher Verlag d. Wiss., Berlin 1976, DNB 790184273.
- Über eine Beulgleichung für mäßig nichtlineare Platten. In: Math. Nachr. Band 95, 1980, S. 305–321, doi:10.1002/mana.19800950128.
- Vorlesungen zur höheren Analysis (= Hochschulbücher für Mathematik. Band 84). Deutscher Verlag d. Wiss., Berlin 1984, DNB 841036454.
- Über implizite Inklusionen und Bifurkation. In: Math. Nachr. Band 123, 1985, S. 255–270, doi:10.1002/mana.19851230121.
- Über L-Differenzierbarkeit auf metrischen Räumen und implizite Funktionen. In: Math. Nachr. Band 166, 1994, S. 55–64, doi:10.1002/mana.19941660104.
- On the Complexity of Bifurcation in a Family of Equations Involving Lipschitz Operators. In: Math. Nachr. Band 235, 2002, S. 83–100, doi:10.1002/1522-2616(200202)235:1<83::AID-MANA83>3.0.CO;2-U.